# Панамський колібрі
Панамський колі́брі (Goldmania) — рід серпокрильцеподібних птахів родини колібрієвих (Trochilidae). Представники цього роду мешкають в Панамі і Колумбії. Раніше рід вважався монотиповим і включав лише панамського колібрі, однак за результатами молекулярно-філогенетичного дослідження 2014 року колібрі-жарохвоста, якого раніше відносили до монотипового роду Goethalsia, було переведено до роду Goldmania.

## Види
Виділяють два види:
- Колібрі панамський (Goldmania violiceps)
- Колібрі-жарохвіст (Goldmania bella)

## Етимологія
Рід Goldmania був названий на честь американського зоолога і ботаніка Едварда Голдмана.